# اوغست شسكوفسكي
كان الكونت أوغست دوليغا شسكوفسكي (بالبولندية: August Cieszkowski)‏ (12 سبتمبر 1814 – 12 مارس 1894) فيلسوفًا بولنديًا وعالم اقتصاد وناشط اجتماعي وسياسي. أثرت فلسفته الهيغلية على كارل ماركس الشاب وأصحاب نظرية الفعل.

## مساهماته وحياته
نشر في سنة 1838 مقدمات في الفلسفة الذي كان له تاثير كبير على تطور افكار هرزن وموسى هس وغيرهما من الهيغليين الشبان اراد شسكوفسكي ان يتجاوز الطابع التاملي لمذهب هيغل نحو فلسفة منفتحة على الممارسة والمستقبل فمعرفة تاريخ الإنسانية غير كافية بل لا بد من تغيير مستقبل الإنسانية وفي عام 1845 نشر في النبالة والارستقراطية الحديثة عرض فيه نظرية في النخبة ذات صبغة سانسيمونية. دخل للبرلمان البولوني وكرس الثلاثين سنة الأخيرة من حياته لمؤلف لاهوتي كبير بعنوان ابانا مزج فيه تفسير الكتاب المقدس بنزعة طوباوية الفية

## عمله الفلسفي
صاغ شسكوفسكي مصطلح هيستوريوسوفي (فلسفة التاريخ) في عمله لعام 1838 مقدمات نظرية حول فلسفة التاريخ، مراجعة للفلسفة التاريخية الهيغلية. اعتمد تقسيمًا ثلاثي الجوانب لتاريخ الإنسان من الملياريين في العصور الوسطى مثل يواكيم الفيوري (نحو 1135 – 1202) ودمجهم مع الفئات الهيغلية ومفاهيمها. يمكن القول بأنه مؤسس «فلسفة الفعل».
- كانت الفترة الأولى في التاريخ عند شسكوفسكي هي العصر القديم.
- كانت الفترة الثانية هي فترة ما بعد الميلاد، التي مثلت ولادة الانعكاسية، انقلاب نحو الداخل ونحو الأعلى من آنية حسية طبيعية نحو الكلية والتجريد. الروح موجودة «لذاتها». شهدت هذه الفترة ازدواجية مفرطة بين العوالم المتضادة، الله والوجود الدنيوي، الروح والمادة، الفعل والفكر. لم تتناول الفلسفة الهيغلية الانقسام بين العقل والجسد بعد، إذ أنها تركز على الروح، والفكر، والكلية على حساب الإرادة، والمادة وتحديدًا الروح (الهيغلية)، وتعيش في وحدة بدائية قبل انعكاسية مع الطبيعة، تُعبّر عن ذاتها من خلال الفن. في الاصطلاحات الهيغلية، تكون الروح «في ذاتها». مثّلَ الوجودُ التأليهَ والتجسيدَ الأعلى في هذه الفترة من التاريخ.

·        كانت الفترة الثالثة من التاريخ هي «ما بعد الهيغلية» جرى التغلب فيها على الازدواجية السابقة وأُلغيت. سيجري التغلب على أهمية الفكر أحادي الجانب في فترة ما بعد الميلاد وستُجنِّسُ الروح الطبيعة لذاتها أيضًا. وهكذا ستصل الفلسفة إلى نهايتها إذ سيأخذ نشاط التجلي وتحقيق الذات بعد ذلك شكلَ نشاطٍ إبداعي عملي. تمثل هذه المرحلة النهائية من تطور الروح التجلي النهائي للمتضادات: الله والكون، الحتمية والحرية، الرغبة والواجب، الجنة والأرض كلهم كواحد.
تعيد أعمال شسكوفسكي اللاحقة، الله وإعادة التكوين (1842) وأبانا (1848 – 1906، أربع مجلدات)، صياغة ثالوثه في مصطلحات دينية أكثر دقة. يُعبَّر عن العصور الثلاثة كما يلي: الله الآب، والابن، والروح القدس. يشدد على دور الكنيسة الكاثوليكية ويولي دورًا كبيرًا مغيرًا للعالم إلى السلافيين (في موضوع تيار الفلسفة المسيانية السائد (اعتقاد مجيء المسيح) في بولندا في ذلك الوقت) في العملية التي ستظهر من خلالها الروح القدس.
قيل بأن إيمان شسكوفسكي بإله شخصي، لا يؤهله ليكون واحدًا من الهيغليين اليسار، المختلفين عن أتباع هيغل الأرثوذكسيين من خلال سلوكهم النقدي بشكل عام للدين والمسيحية. بالتأكيد لم يحسبه اليساريون منهم، ولو أن بعضهم أخذ لاحقًا فكرة وحدة فلسفة الفعل. في الناحية الأخرى أدرج شسكوفسكي نظام إصلاحات اجتماعية متطور ضمن فلسفته وتأثر بالتقليد الاشتراكي الفرنسي بدرجة كبيرة، والذي كان غالبًا ذو صبغة دينية واضحة، وبالتالي لم يشارك السياسة المحافظة الخاصة «بالهيغليين اليمين».

## إرثه

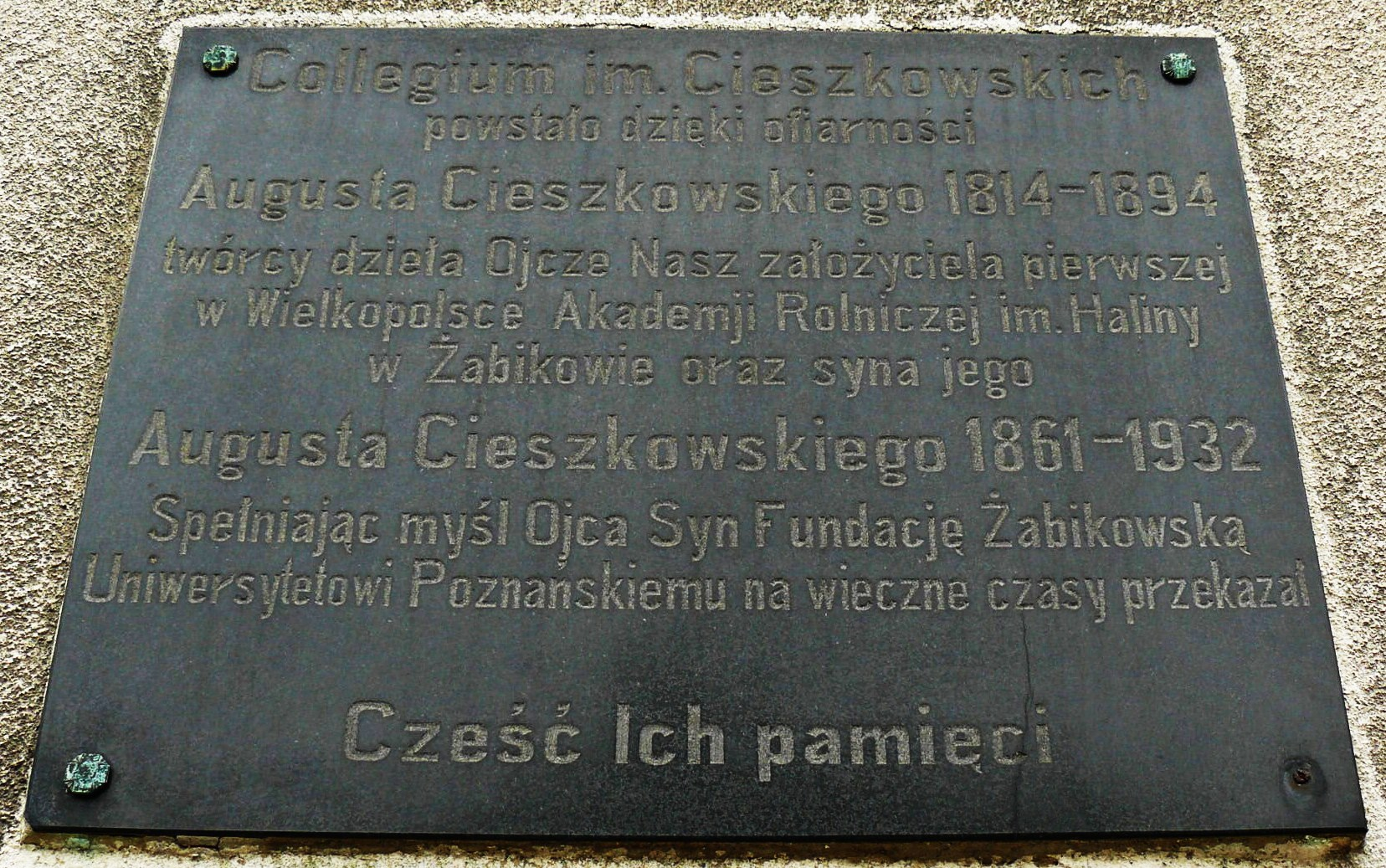
لوحة تذكارية، بوزنان.

كان لشسكوفسكي تأثير كبير (ومتبادل) على شاعر الرومنسية البولندي والكاتب المسرحي والروائي ذو الأسلوب القوطي زغموت كراسينسكي، الذي قابله في ميلانو عام 1839 وأصبحا صديقين مقربين (نشر جوزيف كالنباخ مجلدين من مراسلاتهما (باللغة البولندية) عام 1912). أثر أيضًا على الشاعر سيبيريان نورفيد، والفيلسوف برانيسلاف ترينتوفسكي والفيلسوف والمؤرخ الفني وعالم النفس جوزيف كريمر. يمكن القول بأنه مؤسس «فلسفة الفعل». غالبًا ما يُعتبر تأثيره على كارل ماركس الشاب إرثه الفلسفي الأكثر أهمية، وذلك من خلال الشيوعي الألماني والهيغلي الشاب موزس هس. تبنى الأخير فكرة شسكوفكسي القائلة بأن الازدواجية بين الوعي والفعل ستنهار في الجزء الأخير من تاريخ البشرية، لكنه اعتقد أن التجلي قد حدث في مناسبات عدة عبر التاريخ ووضّع الانتقال إلى «العصر الثالث» على الإصلاح وليس على فلسفة هيغل. تجادل الباحثان دايفد ماكلان وشلومو أفينيري بأن ماركس، الذي كان صديقًا لهس وتعاونا سويًّا قبل بضعة سنوات من عام 1841 وما بعد، مدين بنواحي عدة من فكره حول العزلة وطبيعة المجتمع الشيوعي والانتقال إليه إلى شسكوفسكي، بما في ذلك أن الازدواجية بين الوعي والفعل ستنهار في براكسيس (ممارسة) ثورية. (كان شسكوفسكي أحد أول الفلاسفة الذين استخدموا مصطلح براكسيس (ممارسة) بمعنى «فعل موجه نحو تغيير المجتمع» في كتابه مقدمات نظرية حول فلسفة التاريخ).
أُطلق على جامعة علوم الحياة في بوزنان، اسم جامعة أوغست شسكوفسكي الزراعية في بوزنان من 1996 حتى 11 أبريل 2008، حين حصلت على مكانة الجامعة الرسمية، في تقديرٍ منها لإسهامات شسكوفسكي في مجالي علم الزراعة والتعليم في المنطقة.